# Martha (Oklahoma)
Martha es un pueblo ubicado en el condado de Jackson en el estado estadounidense de Oklahoma. En el año 2010 tenía una población de 162 habitantes y una densidad poblacional de 231,43 personas por km².

## Geografía
Martha se encuentra ubicado en las coordenadas 34°43′32″N 99°23′11″O / 34.72556, -99.38639 (34.725571, -99.386397).

## Demografía
Según la Oficina del Censo en 2000 los ingresos medios por hogar en la localidad eran de $ 20 000 y los ingresos medios por familia eran $30 000. Los hombres tenían unos ingresos medios de $31,389 frente a los $13,125 para las mujeres. La renta per cápita para la localidad era de $9799. Alrededor del 21.3% de la población estaban por debajo del umbral de pobreza.